# Przeźmierowo (gromada)
Przeźmierowo – dawna gromada, czyli najmniejsza jednostka podziału terytorialnego Polskiej Rzeczypospolitej Ludowej w latach 1954–1972.
Gromady, z gromadzkimi radami narodowymi (GRN) jako organami władzy najniższego stopnia na wsi, funkcjonowały od reformy reorganizującej administrację wiejską przeprowadzonej jesienią 1954 do momentu ich zniesienia z dniem 1 stycznia 1973, tym samym wypierając organizację gminną w latach 1954–1972.
Gromadę Przeźmierowo z siedzibą GRN w Przeźmierowie utworzono – jako jedną z 8759 gromad na obszarze Polski – w powiecie poznańskim w woj. poznańskim, na mocy uchwały nr 33/54 WRN w Poznaniu z dnia 5 października 1954. W skład jednostki weszły obszary dotychczasowych gromad Baranowo, Przeźmierowo, Swadzim i Wysogotowo oraz miejscowości Batorowo i Sobiesiernie z dotychczasowej gromady Lusowo ze zniesionej gminy Tarnowo Podgórne, a także miejscowość Chyby z dotychczasowej gromady Chyby ze zniesionej gminy Rokietnica – w tymże powiecie. Dla gromady ustalono 20 członków gromadzkiej rady narodowej.
31 grudnia 1971 gromadę zniesiono, a jej obszar włączono do gromady Tarnowo Podgórne w tymże powiecie.